# BICh-1
 (février 2020).
Le contenu est difficilement compréhensible vu les erreurs de traduction, qui sont peut-être dues à l'utilisation d'un logiciel de traduction automatique.
 (juillet 2019).

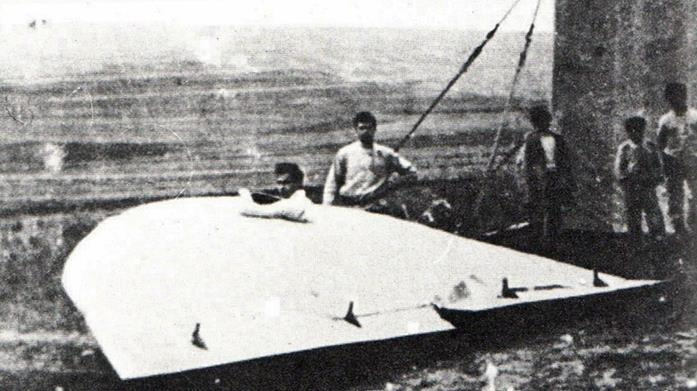
BICh-1

Le BICh-1 est un avion léger expérimental conçu par Boris Tcheranouvsky.

## Histoire
En 1921, Boris Tcheranouvsky a l'idée d'un avion construit selon le système de la «voile volante». Le bord d'attaque de l'aile aurait dû être délimité dans une parabole, l'allongement de l'aile étant de 1,5. L’idée a été accueillie avec incrédulité par des experts en aérodynamique mais des modèles testés dans une soufflerie montrèrent le réalisme du projet.
En 1924, un planeur est construit pour ce projet. La même année, il est présenté avec succès aux compétitions de planeurs. Le profil épais de l'aile cachait presque le pilote. Tout le bord arrière était occupé par des ascenseurs et des ailerons. Le planeur n’avait pas de gouvernail, les virages étaient effectués par les ailerons.

## Caractéristiques
- Envergure : 9,50 m
- Longueur : 3,50 m
- Zone de l'aile : 20.00 m²
- Équipage : 1 personne